# PH响应性肿瘤靶向给药
pH响应性肿瘤靶向给药是靶向给药的一种特殊形式，它利用纳米颗粒将治疗药物直接递送至癌性肿瘤组织，同时最大限度地减少其与健康组织的相互作用。科学家们通过将药物与各种赋形剂、药物载体和医疗设备相结合，将药物输送作为改变药物药代动力学和靶向作用的一种方式。這些藥物輸送系統的設計目的是對患病或癌變組織的pH环境做出反应，从而引发药物输送系统内的结构和化学变化。這種靶向給藥形式是將藥物遞送局部化，延長藥物作用，並保護藥物在到達腫瘤之前不被身體分解或消除。

## 肿瘤环境
肿瘤的微环境与体内正常健康组织不同。一个明显的区别是 pH 值。人体整体pH值偏碱性，为7.4，而肿瘤组织pH值范围为7.0-7.2，称为肿瘤酸中毒。肿瘤酸中毒可由多种因素引起，包括缺氧、瓦尔堡效应和肿瘤细胞释放酸性代谢物。
Tumor hypoxia occurs when a tumor’s environment has low or severely depleted oxygen levels compared to healthy tissue, which could lead to tumor acidosis. Rapidly reproducing tumor cells become more extensive in size and do not have a sufficient blood supply.  Some studies show that this leads tumor environments to become hypoxic, which then leads to metabolic changes.
瓦伯格效应是指癌细胞利用有氧糖酵解进行细胞代谢，从而导致葡萄糖摄取率增加，并且尽管有氧气存在，但仍倾向于产生乳酸。目前尚不清楚為什麼癌細胞會改變其代謝方式，因為這種方式能量效率低下。儘管這種方法產生 ATP 的效率較低，但一些研究表明癌細胞可能利用有氧糖酵解來產生能量，因為它比正常的呼吸過程更快。這個過程使這些惡性細胞能夠快速產生能量。這在它們必須快速生長和分裂的環境中特別有用。由于乳酸产生过多，导致酸性代谢物积聚。
因此，針對腫瘤的酸性微環境已成為一種有前途的癌症治療策略。一種方法涉及使用創建對 pH 水平敏感並觸發腫瘤部位藥物釋放的藥物遞送載體，從而增強化療和其他治療的功效。

## pH响应性肿瘤靶向药物递送机制

### 机制
pH 響應性腫瘤靶向藥物遞送可檢測體內 pH 值的變化。這些聚合物藥物載體攜帶治療藥物以允許靶向藥物遞送。 pH 觸發藥物釋放的目的是將藥物精確地遞送至腫瘤區域，而不是在健康組織中激活和釋放藥物。該複合物由有機納米材料、無機納米材料、複合納米材料和抗腫瘤藥物組成的載體分子組成的藥物遞送單元組成。載體會破壞 pH 敏感分子，從而使藥物載體能夠在腫瘤部位在設定的最佳 pH 範圍內激活並釋放藥物。
pH響應性聚合物納米材料負載抗腫瘤藥物可分為三類：化學鍵合、分子間力和物理封裝。這些裝載機制允許藥物留在載體內，直到到達腫瘤環境。此外，載體可以被設計成能夠響應pH變化而改變其結構或性質。常見的 pH 敏感結構包括在酸性環境中水解或斷裂的化學鍵、隨 pH 變化而改變其電荷特性的聚合物以及其他特殊的 pH 響應聚合物。例如，可以應用兩種可能的機制：摻入可質子化基團或形成酸不穩定鍵。當暴露於低pH值時，pH值觸發的質子化/電離變化會擾亂納米載體內的親水-疏水平衡，導致其分解並釋放封裝在載體內的藥物。常用的可電離基團包括氨基、羧基、磺酸基和咪唑基。根據引入的官能團的酸解離常數 (pKa)，藥物從這些納米載體中釋放可以通過沉澱、聚集或解離機制發生。另一種可能的載體可能是基於脂質的，pH 值下降會裂解表面和載體內的共價酸不穩定鍵，導致藥物遞送系統膨脹，然後以特定速率釋放藥物。

### pH响应性肿瘤靶向药物递送的优点
研究表明pH响应性肿瘤靶向药物递送载体具有优势。与其他治疗方法相比，一个关键优势是针对肿瘤细胞的特异性增强，且细胞毒性相对较低。由于这种药物递送方法的靶向方法减少了药物或治疗对健康组织的暴露，因此毒性低。先前研究中註意到的另一個方面是藥物釋放速率的效率。當腫瘤的低pH值觸發時，藥物載體釋放抗癌藥物，並且這些pH值控製藥物釋放速率。所施用的藥物通常需要頻繁給藥，但使用藥物輸送載體，可以逐漸持續釋放藥物，從而使癌症患者不必在診所接受治療。

## pH 响应型药物输送载体的类型

### 基于水凝胶的 pH 触发药物递送

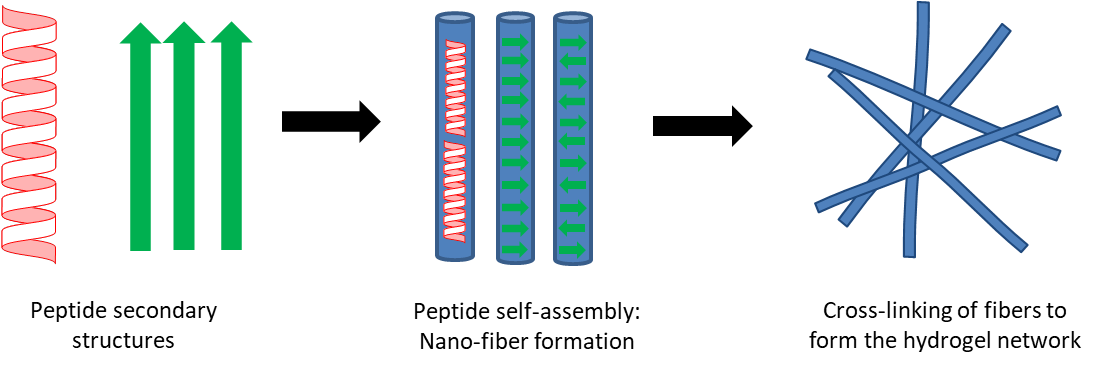
水凝胶交联

#### 水凝胶
水凝膠是交聯形成三維結構的聚合物網絡，能夠吸收和保留大量液體。聚合物鏈含有大量親水基團，如-NH2、-OH、-COOH和-SO3。隨著毛細管作用的增加，水凝膠相對不溶，除非由腫瘤靶向藥物載體的 pH 值變化觸發。可以調整水凝膠的物理性質以滿足各種藥物輸送系統的特定要求。 pH 響應水凝膠最近得到了廣泛的開發，並已被證明對於靶向癌症治療特別有用。它們可以延長藥物釋放，並且合成快速且具有成本效益。

#### PEG-PLGA水凝胶纳米颗粒
在过去的十年中，科学家们一直致力于设计一种可在切除手术后治疗肿瘤部位的可注射水凝胶。聚丙交酯-乙交酯 (PLGA) 和聚乙二醇 (PEG) 水凝膠是一種由共聚物組成的可注射生物材料，由於其生物可降解性和生物相容性，已被美國食品和藥物管理局 (FDA) 批准用於治療設備人體內的特性。已經有研究在這些水凝膠中裝載癌症治療藥物，用於手術切除後的乳腺腫瘤的局部治療。此外，水凝膠內的載藥顆粒已被提議作為雙刺激響應藥物遞送系統，將 pH 響應性與聚乙二醇化聚酯凝膠的溫度響應相結合。研究表明，這些類型的水凝膠可用於治療肺部和膀胱腫瘤。

### 基于脂质体/胶束的 pH 触发药物递送

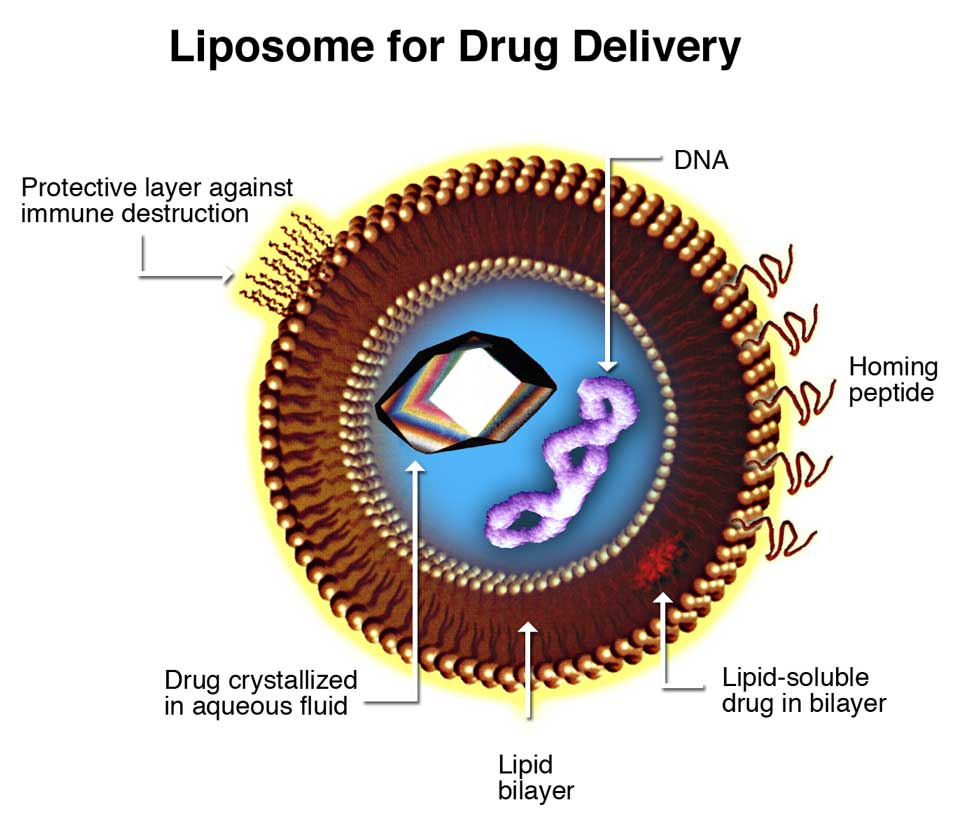
脂质体由磷脂制成，并含有少量其他分子。这是一种可用于 pH 响应性肿瘤靶向药物递送的药物递送载体的一个例子。

#### 脂质体
脂質體在 20 世紀 60 年代首次被報導為藥物遞送載體，是由磷脂雙層組成的仿生納米體。由於其生物相容性、生物降解性以及封裝親水性和疏水性藥物的能力，脂質體成為 pH 響應性腫瘤靶向藥物遞送的熱門選擇。可以對脂質體進行修飾，以促進響應酸性環境條件而觸發釋放。這些可以通過添加 pH 敏感成分來製備脂質體來製備。 pH響應性脂質體具有毒性低、製備簡單、由於生物相容性可降解成分而具有良好的生物相容性等顯著優點。

#### 胶束

胶束图

膠束通常通過嵌段聚合物自組裝形成，可以與不同的單元綴合，例如聚乙二醇和聚（氨基酸）。膠束中的藥物釋放通常很慢，導致腫瘤細胞中游離藥物的濃度較低，從而降低治療效果。然而，在聚合物鏈段或聚合物之間引入pH敏感的化學鍵臂將使膠束在弱酸性條件下快速水解，並作為pH響應性腫瘤靶向藥物遞送的有效藥物遞送載體。

#### 聚乙二醇化阿霉素纳米颗粒
聚乙二醇化脂质体阿霉素已被研究并显示出在肿瘤细胞或组织区域内具有高载药量和 pH 响应性药物释放的结果。阿黴素是一種廣泛使用的抗癌藥物，但它對癌症患者有嚴重的毒副作用。為了緩解這一問題，科學家們正在進行測試，看看在脂質體製劑中製造阿黴素如何通過形成這種藥物載體類型時的共價鍵相互作用來潛在地減少副作用。

## 挑战和未来方向
pH触发的药物递送系统能够控制药物载体内药物的药代动力学和生物分布，并具有受控释放。许多“智能”pH 响应型药物输送系统尚未进入临床试验。然而，这种治疗方法仍然存在许多挑战。根據腫瘤類型，pH 觸發釋放腫瘤的藥物載體可以由許多不同的材料組合製成。常用的材料之一是丙烯酰胺或丙烯酸類型的聚合物。這些聚合物在體內較難降解，因為它們不可水解降解。另一個擔憂是這些航母到達目標區域的效率如何。有不同的方法來製造這些載體，以最大限度地提高藥物在現場的輸送，並且每種方法在實現藥物載體的製造方面都有其自身的潛在風險。一些可以使用的材料具有较高的分子量，在目标区域释放药物后将无法通过肾脏排泄。这会导致体内积聚，并可能导致其他问题。
當前另一個主要問題是該藥物輸送系統的準確性低和脫靶輸送。腫瘤pH的異質性是造成這種情況的原因之一。當到達腫瘤中心時，腫瘤的 pH 值往往會變得更加酸性。脫靶遞送的另一個原因可能是病變和炎症部位 pH 值較低。研究表明，可以通過避免單克隆抗體受體介導的主動靶向來克服這個問題。
除了药物之外，进行临床试验也可能非常昂贵。當藥物輸送系統往往具有高分子量並且可能因累積而對身體產生毒性時，公司往往會迴避積極參與這些藥物的臨床測試，因為這可能會給公司帶來風險在貨幣資金以及道德問題方面。
通过更多的研究以及体外和体内測試，可以找到應對這些挑戰的可能解決方案。這種藥物遞送治療方法可以與其他癌症治療方法（例如化療、基因疗法以及这些疗法的组合）联合使用。